# 混合式月台
混合式月台是鐵路車站或捷運車站在大型車站或轉乘車站的規劃，車站內會有超過兩個以上月台及多條路線。按其類型大致分為三種規劃：雙島式月台、雙側式月台和混合式月台。

## 雙島式月台
雙島式月台是由兩個島式月台並排而成，為車站提供三個到四個月台，同时也可以作为越行站使用，例如重庆轨交的三亚湾站，桃園機場捷運的A2和A3轉乘站也採此設計。

## 雙側式月台
雙側式月台是由兩個側式月台並排而成。例如台北捷運北投站和重庆轨交动物园站。

## 其他混合式月台
兩條以上路線交會的轉乘車站，會規劃為此形式方便旅客轉乘，端點式車站腹地若廣，也會考慮此種規劃。如港鐵南昌站及大圍站。或複合多條路線的東京車站。

## 參看
- 島式月台
- 側式月台
- 西班牙式月台佈局

## 外部參考
- 陳少偉. . 三民輔考.   [2024-04-18].
- 陳雲飛. . 三民輔考.   [2024-04-18]. （原始内容存档于2024-04-18）.